# MaJiKer
MaJiKer, de son vrai nom Matthew Ker, né le 10 juin 1980, est un producteur et musicien britannique. Il réside à Paris et travaille aussi bien en France qu'au Royaume-Uni.
Parmi les albums qu'il a réalisés, on notera sa collaboration au Fil de Camille. Durant la période 2005-2006, il participe également à la tournée internationale qui suit, en jouant du piano, de l'accordéon du body percussion et du beatbox.
Son premier album solo Body-Piano-Machine sort en avril 2009 sur le label anglais Gaymonkey. En 2010, l'album Bonuses-Performances-Mixes  contenant des lives et des remixes de titres de Body-Piano-Machine ainsi que cinq titres inédits sort sur le même label.
Son second album The House of Bones est sorti lors de l'Halloween 2011.